# José Soto Galindo
José Soto Galindo (Culiacán, 1980) es un periodista mexicano. Edita el sitio web de El Economista, en la Ciudad de México, y desarrolla con Jorge Báez la comunidad de blogs y podcasts Composta.net, con sede en Guadalajara.
Al lado del escritor mexicano Bernardo Esquinca, codirige la revista SensacionalD, sobre porno culto y nota roja gourmet, y escribe sobre tecnología en el blog Dios Ameba y en la revista Magis de la Universidad Jesuita ITESO.
Fue editor de Opinión del periódico Público-Milenio y se tituló como licenciado en comunicación con la tesis “La normativa del correo del lector de Público-Milenio”.
- Datos: Q5945664